# Lixophaga diatgaeae
Lixophaga diatgaeae là một loài ruồi trong họ Tachinidae.